# 駒村商会
株式会社駒村商会（こまむらしょうかい）は、日本のカメラメーカー・映像関連商社である。

## 沿革
- 1933年 - 駒村兄弟会社として創業。
- 1947年 - 株式会社駒村商会設立。アンスコから技術を導入して西日本では初となるカラー現像処理業務を開始した。
- 1948年 - ホースマンシリーズの原型である「PC-101」を完成。
- 1948年 - 「ホースマン102」完成。
- 1948年 - 東京光学機械（現トプコン）の協力を得て「ホースマン104」完成。
- 1982年 - 創立50周年を迎える。本社東京移転。
- 1989年 - アメリカのアントンバウアー社と日本総代理店契約締結。
- 1991年 - アントンバウアーデジタルバッテリー発売。
- 1992年 - ローデンシュトックと代理店契約を締結した。
- 1995年 - HORSEMAN U.S.A. 開設。
- 1997年 - ゴッセンと代理店契約を締結した。
- 1997年 - ローライと代理店契約を締結した。
- 1999年 - アメリカN.Y.にサービスセンター設立。HORSEMAN U.S.A. N.Y.に移設。
- 2004年 - ミノックスと代理店契約を締結した。
- 2006年 - シュナイダー・クロイツナッハ製B+Wフィルターの取り扱いを開始した。
- 2012年12月20日 - 写真機材、放送機器及び産業関連のビジネスを株式会社ケンコープロフェショナルイメージングに事業移管した。[1]
- 2013年 - インターナショナル・ビジネス・マッチング事業開始。超高感度ビデオカメラKC-2000開発。
- 2014年3月1日 - 超高感度ビデオカメラKC-2000発売。
- 2017年4月1日 - Color / IR Night Vision　KC-2000MKⅡ市場導入。
- 2018年 - KC-2000MK-III完成（OEM開発）。

## 自社ブランドカメラ製品一覧
ただしトプコンホースマンシリーズに関しては「トプコンのカメラ製品一覧」を参照

## 自社ブランドビデオカメラ製品一覧
写真機材（ホースマンシリーズ)、放送機器及び産業関連のビジネスを株式会社ケンコープロフェショナルイメージングに事業移管し後に、ナイトビジョンビデオカメラの開発を進めている。

### FALCON EYE 隼シリーズ
- KC-1000 - カメラヘッド分離型のビデオカメラ[2]。
- KC-1100 - 超高感度CMOSセンサーを採用したボックス型のHD対応ビデオカメラ。
- KC-2000（2014年3月1日発売） - 0.005lxまでは照明器具なしに動画・静止画をカラーで撮影可能なナイトカメラ。
- KC-2000IT（2015年5月20日発売） - イメージトランスミッターキット付きのKC-2000。
- KC-1100MK-II - KC-1100の後継機。
- KC-2000MK-II（2017年4月1日発売） - 照度0の暗闇で、IR（赤外線）撮影を可能にしたナイトカメラ。
- KC-2000MK-III - 未発売